# Progressif Media
Progressif Media est une agence de communication et de services du numérique française fondée en 2011 siégeant à Captieux, et depuis octobre 2024, hébergée dans les locaux de Lagardère News à Paris, aux côtés de CNews, Le Journal du dimanche et Europe 1.
Avant son rapprochement progressif avec le groupe Vivendi de Vincent Bolloré, l’agence s’illustre déjà par ses liens avec des mouvances d’extrême droite. Avec la prise de participation de Vivendi dans son capital en janvier 2022, elle accède à des ressources stratégiques et logistiques qui ont progressivement consolidé son rôle comme outil d’influence au service des idées conservatrices et réactionnaires de Bolloré.
En 2024, Progressif Media est remarquée lors des élections législatives anticipées pour son soutien actif aux candidats d'Éric Ciotti, après que celui-ci a obtenu l’aval de Vincent Bolloré pour œuvrer dans le sens du projet politique de l'union des droites, incluant une alliance avec le Rassemblement national. L'agence est aussi citée dans une plainte déposée en juillet par l'ONG Reporters sans frontières dans laquelle elle dénonce son implication supposée dans des campagnes de discrédit à son encontre. 
Parallèlement, l'agence se met à incuber des influenceurs d’extrême droite comme Thaïs d'Escufon en leur fournissant des ressources logistiques pour leurs tournages.

## Fondation et premières années
L'entreprise est fondée en 2011 par David Bonhomme et Thomas Ghys à Strasbourg. Elle travaille notamment au fil des années pour la Fondation Jérôme-Lejeune, Malakoff Humanis, Thierry Casasnovas et pour le développement du site web de Génération identitaire. Elle participe aussi à la production d’œuvres audiovisuelles destinées aux adolescents au compte de l'Alliance biblique française,,.
À partir de 2021, la presse et des collectifs militants portent l'attention sur l'agence en raison de ses liens tout d'abord supposés puis avérés avec des mouvances d'extrême droite. Elle est notamment associée à l'opération de communication « Les Corsaires » qui vise à contrer l'action du collectif des Sleeping Giants s'opposant aux discours qui incitent à la haine sur les réseaux sociaux,,,. Des documents internes à l'entreprise montrent que les moyens mis en œuvre n'ont pas le succès escompté, l'opération est qualifiée d'échec par Libération, la grande majorité des entreprises contactées ayant décidé de retirer leurs publicités pointées par Sleeping Giants. En 2024, des documents internes à l'entreprise consultés par Libération montrent que Progressif Media a activement cherché à identifier les animateurs de Sleeping Giants France et à divulguer illégalement leurs données personnelles.
L'agence participe au développement du projet Canto, une application de chants controversés,. Certaines prestations sont réalisées par l'intermédiaire de l'entreprise New Soul, société sœur absorbée en juin 2022.

## Passage sous le giron du groupe Vivendi de Vincent Bolloré
Le groupe Vivendi de Vincent Bolloré achète en janvier 2022 8,5 % de son capital à ZeWatchers, une fondation chrétienne évangélique dirigée par Chantal Barry et proche de Bolloré qui lui présente l'agence,,, et en détenait 30 %. La même année, le militant anti-avortement Émile Duport rejoint le comité de direction de Progressif Média. Parmi les salariés de l'entreprise, Vivien Hoch est le fondateur du comité Trump France. Georges Matharan, également salarié, est un youtubeur d’extrême droite identitaire,. Durant la même année, l'agence édite le site web de Paraffine, un cabinet de conseil qui agit contre la « culture woke » et « la politisation à l'extrême du champ sociétal ». En fin d'année, l'agence est invitée au siège de la Conférence des évêques de France pour discuter de l'essor des influenceurs catholiques.
Selon Libération, l'agence est hébergée au moins depuis 2023 dans les locaux de Vivendi Village ; une information confirmée par La Lettre en septembre 2024. En octobre 2024, La Lettre rapporte que Progressif Media déménage pour s’installer aux côtés des médias de Bolloré, dans les locaux de Lagardère News à Paris, au sein des bureaux hébergeant CNews, Le Journal du dimanche et Europe 1.

### Nouvelle stratégie d'influence
Selon une enquête de Libération publiée le 5 septembre 2023, l'agence est hébergée dans les locaux de Vivendi Village et est activement impliquée dans de nombreux projets d’extrême droite,. Lui est assigné comme objectif de « concevoir et mettre en œuvre des campagnes d’influence alignées sur la vision réactionnaire du milliardaire »,. Trois semaines plus tard, le journal rapporte que salariés et ex-salariés de l'agence subissent des « coups de pression » de la direction après les révélations de Libération afin de découvrir l'origine de la fuite. L'agence compte alors une trentaine de salariés.
En 2024, après l'enquête de Libération établissant des liens entre Progressif Media et l'extrême droite, des comptes inactifs ou nouvellement créés dépendants de seulement deux adresses IP différentes, tentent de faire supprimer la présente page Wikipédia.

#### Contre des associations
L'agence réitère ses attaques contre le monde associatif — après son action contre le collectif des Sleeping Giants — en mettant en place une campagne de désinformation contre l'ONG Reporters sans frontières (RSF),,,. Une vague de haine alimentée par de la désinformation démarre une semaine après que le Conseil d'État donne gain de cause à l'ONG et enjoint l'Autorité de régulation de la communication audiovisuelle et numérique (Arcom) en février 2024 de réexaminer le respect par CNews de ses obligations en matière de pluralisme et d’indépendance de l’information,,,,.
Diverses méthodes sont utilisées pour porter atteinte à la réputation de l'organisation, comme du typosquattage menant vers un faux site web nommé Sectaires sans frontières qui prône un fichage des journalistes, l'utilisation de fausses identités ou encore de l'astroturfing alimenté par les membres des « Corsaires » à coup de visuels caricaturant sur Twitter (X),,,. Elle héberge aussi des sites web qui se présentent comme des initiatives citoyennes, mais ont en commun de défendre les intérêts idéologiques et économiques de Vincent Bolloré,,.
Le 22 juillet 2024, Reporters sans Frontières porte plainte contre Progressif Media pour « usurpation d'identité » et « pratiques commerciales trompeuses »,,.

#### Dans l'espace médiatique
En novembre 2023, le film documentaire Sacerdoce sur la prêtrise est présenté au public. Il est porté par Émile Duport avec l'aide de l'agence et sous la réalisation de Damien Boyer. Distribué dans les salles de cinéma par Saje distribution, une entreprise dirigée par Chantal Barry, sa diffusion télévisée est programmée sur les antennes du groupe Canal+, filiale du groupe Vivendi.
L'agence tente d'influencer le paysage médiatique en 2024,,. Afin d'assurer le renouvellement de la fréquence TNT de CNews par l'Arcom, elle s'attarde à regarder les chaînes concurrentes — notamment de l’audiovisuel public — pour mener une campagne de signalement d’atteintes au pluralisme auprès de l'autorité de régulation,,. Selon RSF, l'agence cherche dans une autre mesure à positionner CNews — chaîne la plus sanctionnée du paysage audiovisuel au moment des révélations — comme « le seul lieu en faveur de la liberté d’expression » et « qui ne se laisse pas contraindre au silence par les diktats d’une société faussement bien-pensante »,.
Si ces opérations sont détaillées dans un rapport qui aurait été transmis à Vivendi selon RSF,, le groupe indique au Monde ne pas avoir « connaissance des éventuelles pratiques illégales attribuées à Progressif Media » et rappelle sa participation minoritaire au capital. L'agence ne répond ni aux sollicitations des journalistes, ni aux multiples tentatives de RSF.
Dans un article du 17 septembre 2024, La Lettre rapporte que Progressif Media s'est récemment mise à incuber plusieurs influenceurs d'extrême droite pour les assister dans le tournage de leurs vidéos pour les réseaux sociaux, comme Pierre Valentin, George Matharan et Thaïs d'Escufon.
Le 10 février 2025, Mediapart révèle que la pétition citoyenne en ligne baptisée « Stop à la drogue en politique ! » qui vise le député Louis Boyard en février 2023 se relève être en réalité une campagne planifiée par des cadres de Canal+ suite à sa critique du groupe de Vincent Bolloré sur le plateau de Cyril Hanouna en novembre 2022 durant une diffusion de Touche pas à mon poste (TPMP),. La pétition ne vise alors pas « à mobiliser sur des enjeux de santé publique et d’éthique politique, mais à torpiller l’élu ». Initiée depuis les bureaux de Canal+, elle implique deux dirigeants du groupe selon le journal : Gérald-Brice Viret, alors directeur général de Canal+ et Damien Hammouchi, à l'époque directeur du développement de C8,. S'ils ne répondent pas au journal pour savoir s'ils agissent de leur propre initiative ou à la demande de leur employeur, Mediapart rapporte qu'ils missionnent Progressif Media à piloter la création de la fausse pétition et la réalisation d’une vidéo accompagnant le texte. La pétition finit très relayée sur les réseaux sociaux par des comptes anonymes habitués des campagnes de l’extrême droite,. Interrogé, Émile Duport, directeur général de l'agence, ne répond pas aux questions sur le financement de la campagne et sur les implications du point de vue des règles de la vie politique,,.

#### Dans l'espace politique
Lors des élections législatives anticipées de 2024, provoquées par la dissolution de l'Assemblée nationale par Emmanuel Macron, Progressif Media apporte son soutien aux candidats tels que Babette de Rozières ou encore Sophie Vaginay-Ricourt sous la présidence d'Éric Ciotti. Ce dernier, ancien dirigeant du parti Les Républicains (LR) au moment des élections, s’allie alors au parti Rassemblement national (RN) d'extrême droite dans une stratégie de concrétisation du projet politique de l'« union des droites », par reconfiguration du parti Union des droites pour la République et scission définitive avec LR, avec l’assentiment de Vincent Bolloré.
Cette alliance est accompagnée d’un soutien logistique et communicationnel. L'agence les aide à produire des contenus standardisés, notamment des vidéos diffusées sur les réseaux sociaux. Ces productions homogènes, réalisées sur « fond bleu et avec un script similaire », sont identifiées comme provenant de Progressif Media par des activistes du collectif Sleeping Giants puis par redécoupage par Libération.
La découverte est liée par un lien partagé par inadvertance par Baudouin Wisselmann, un ancien journaliste du journal d'extrême-droite Valeurs actuelles qui a depuis travaillé pour Radio Courtoisie ainsi qu'au Journal du dimanche, ce qui a permis de remonter jusqu’à un espace de stockage administré par l’agence — un Google Drive. Aucune affiliation officielle n'est reconnue, mais il dispose d’une adresse mail professionnelle au sein de l’agence utilisée pour administrer d'espace de stockage. Contacté par le journal, ni Emile Duport, ni Baudouin Wisselmann ne répondent. L’origine du financement des services fournis aux équipes d’Éric Ciotti reste également floue, aucun document financier n’ayant été rendu public, mais celles-ci ne nient pas avoir eu recours aux services de l'agence.
L'agence propose ses services aux candidats pour la campagne des élections municipales de 2026 dissimulée sous la société écran « NVLR », à l'aide d'un site web sans mention légale vers lequel renvoie une publicité publiée dans l'hebdomadaire d'extrême droite Valeurs actuelles. Elle promet une « confidentialité absolue » et opère via des « environnements numériques ultra-sécurisés, hors des regards, hors des radars ».
Progressif Media coparticipe à l'organisation d'une soirée pour le « sommet des libertés » au Casino de Paris le 24 juin 2025 aux côtés d'autres entités affiliées à Vincent Bolloré ainsi que son homologue milliardaire Pierre-Édouard Stérin et son projet Périclès. L'événement a pour objectif les initiatives lancées lors des élections législatives anticipées de 2024, notamment la consolidation d'une alliance entre les partis de droite et d'extrême droite autour d'un programme politique « libéral, conservateur et xénophobe » et « prônant la fin de l'État social ». Les salariés de l'entreprise se tiennent dans les loges avec les journalistes du Journal du dimanche. L'événement est chapeauté par Fiat Lux, une société de communication fondée par deux militants de la droite conservatrice : Ludovic de Froissard, ancien membre de La Manif pour tous et des Veilleurs et ayant tenté de créer une banque en ligne soutenue par le Fonds du bien commun de Stérin ; ainsi que Paul Valadier, ancien directeur de la régie publicitaire de Valeurs actuelles, désormais au Journal du dimanche, et collaborateur de Progressif Media. 1 200 spectateurs, dont de nombreux députés du Rassemblement national et chefs d’entreprises, sont présents devant le président du Rassemblement national Jordan Bardella, son allié Éric Ciotti ; l'eurodéputée de Reconquête Sarah Knafo accompagnée de Marion Maréchal derrière le microparti Identité-Libertés.